# Saki Sanobashi
 (novembre 2024).
Saki Sanobashi (さき さのばし) aussi connu sous le nom de Go For A Punch est un supposé anime perdu dont la première occurrence date de 2015 sur le forum 4chan.

## Origine
La première apparition de cet anime remonte à 2015 où un utilisateur du board x de 4chan raconte avoir vu un anime sur le dark net,. L'anime est décrit de cette façon :
C'était un anime bizarre avec des filles nues dans une grande salle de bain sans porte, qui ont un débat philosophique sur le fait de ne jamais sortir de la pièce. Après avoir perdu espoir et être resté affamé pendant des jours, les choses commencent à prendre un mauvais tournant. Elles commencent à crier et à hurler. Ensuite, elles se suicident toutes, soit en éclatant leur tête contre le mur, soit en se griffant le cou jusqu'au sang. Une des fille aidait une autre à se noyer car elle n'arrivait pas à le faire elle-même.

## Recherches
À plusieurs reprises, des internautes ont déclaré avoir trouvé des animes comme étant celui recherché.
Le premier est Gakuen Nanafushigi (ja), où une jeune lycéenne est témoin de phénomènes paranormaux.
Le deuxième est Hontou ni Atta Gakkou Kaidan (ja), où trois élèves du primaire qui enquêtent sur des événements surnaturels qui se produisent dans leur école.
Un manga de Shintaro Kago présentant des similarités avec la description du post du nom de Brain Damage fut trouvé.
Un quatrième anime du nom de Gakkou no Yurei présente des scènes rappelant la description faite par l'utilisateur de 4chan.
De plus, des internautes ont créé de fausses captures d'écran inspiré d'anime comme l'OVA Amon: The Apocalypse of Devilman 2000.

### Aveux
Finalement, en  2019, un utilisateur anonyme sur Reddit déclare être la personne ayant écrit le premier post sur 4chan et qu'il avait menti. Malgré ça, plusieurs personnes pensent que l'anime existe vraiment.

## Dans la culture populaire

### Anime
Des amateurs ont créé des vidéos fan-made de l'anime.

### Jeu vidéo
Un jeu vidéo de style jeu de rôle sur l'univers de Saki Sanobashi a été créé. Un autre jeu vidéo intitulé Abysmal Paradise et développé avec l'aide de RPG Maker VX Ace, s'inspirant du post fait sur 4chan ainsi que de Corpse Party est en cours de développement.

### Littérature
Des amateurs ont écrit une série de web-novel s'inspirant du post fait sur 4chan.

### Musique
Le clip vidéo de la chanson Santa Sangre du groupe japonais Necronomidol est inspiré de Saki Sanobashi.

### Film
Des amateurs ont réalisé un film inspiré du post fait sur 4chan.